# MacFarlane River
MacFarlane River är ett vattendrag i Kanada.   Det ligger i provinsen Ontario, i den sydöstra delen av landet, 1 500 km väster om huvudstaden Ottawa.
I omgivningarna runt MacFarlane River växer i huvudsak blandskog. Runt MacFarlane River är det mycket glesbefolkat, med 2 invånare per kvadratkilometer.